# Hymenomima nivacaria
Hymenomima nivacaria là một loài bướm đêm trong họ Geometridae.